# Adolph Stroitz
Adolph Stroitz († 28. Juni 1632 oder 6. August 1633, andere Quellen nennen das Jahr 1634 oder 1635) war ein deutscher römisch-katholischer Geistlicher und der 35. Abt der Abtei Marienstatt. Sein Abbatiat ging von 1623 bis 1633.

## Leben und Wirken
Adolph Stroitz stammt aus Drolshagen. Sein Geburtsjahr ist nicht bekannt. Als Marienstatter Mönch wird er genannt. Man weiß, dass er vor seiner Wahl Subprior war – genaue Daten sind jedoch nicht bekannt. Am Vorabend seiner Wahl hat er in Funktion des Subpriors einen Kapitelbeschluss mitgefasst. Am 5. August 1623 wurde Adolph Stroitz zum Nachfolger von Philipp Seiler zum 35. Abt gewählt. Bei seiner Wahl waren die Gesandten der Grafen von Sayn nicht anwesend – ein für die damalige Zeit ungewöhnlicher Vorgang, dies führe zu Irritationen. Erst einen Tag nach der Wahl gratulierte der Graf dem neuen Abt zur Wahl. 
Wie auch seine Nachfolger, stand das Abbiat Adolphs im Zeichen des Dreißigjährigen Krieges: Am 2. August 1625 fielen rund 40 Soldaten in die Abtei ein: Man forderte Verpflegung, die die Mönche ihnen geben konnten. Danach drohten die Soldaten aber, die Mönche gefangen zu nehmen – sie forderten 1000 Reichstaler. Diesen Betrag konnte die Abtei nicht zahlen, so dass die Soldaten „den Zellerar, den Siechenmeister und andere Konventualen“ inhaftieren. Die Soldaten plünderten daraufhin die Abtei. „Schließlich verschleppte man noch den Cellerar, der erst acht Tage später gegen ein Lösegeld von 400 Reichstalern wieder freigelassen wurde.“ Der Krieg gefährdete auch den wirtschaftlichen Fortbestand der Abtei: So wurde der Abt am 3. Januar 1627 aufgefordert, sämtliche Güter der Abtei aufzulisten, um die Kriegsabgabe zu errechnen. 
Der Abt wurde vom Generalvikar des Ordens aufgefordert, das Kloster Gnadental zu visitieren. Hintergrund des Auftrages war, dass die Äbtissin nicht kanonisch gewählt worden war und auch nicht die nötigen Voraussetzungen für die Wahl zur Äbtissin mitbrachte. Die Visitation ist für den 19. Juli 1628 belegt. 
Bezüglich des Sterbedatums herrscht in der Wissenschaft Uneinigkeit: Gilbert Wellstein geht von einem Todesdatum am 28. Juni 1632 aus. Pfeifer nennt hingegen den 6. August 1633. Die Marienstatter Tafeln nennen als Sterbejahr 1634, eine Abschrift derer 1635. Sollte Wellensteins Datum stimmen – er gibt keine Quelle zur Überprüfung an –, so endete das Abbatiat nicht erst 1633. Dies scheint aber belegt. 
Sein Nachfolger wurde Johannes V. Weiler, der am 28. April 1633 gewählt wurde.